# Ilusiones ópticas (película)
Ilusiones ópticas es una película del 2009, ópera prima del director chileno Cristián Jiménez. Protagonizada por Paola Lattus, Eduardo Paxeco, Gregory Cohen e Iván Álvarez de Araya.

## Sinopsis
Es una comedia que narra, con ironía y humor negro, tres historias que se unen: Un guardia de mall que se enamora de una elegante ladrona; un eficiente funcionario que es enviado por su empresa a un taller de capacitación para el desempleo; y un esquiador ciego que recupera la vista y la ciudad súbitamente lo aterroriza. Tres hombres sumergidos en circunstancias y deseos que no terminan de comprender.

## Elenco
- Paola Lattus - Manuela
- Eduardo Paxeco - Rafa
- Iván Álvarez de Araya - Juan
- Gregory Cohen - Daniel
- Valentina Vargas - Rita
- Samuel González - David
- Hugo Medina - Don Justo
- Paulina Eguiluz - Diana
- Álvaro Rudolphy - Gonzalo
- Rosa Calderón - Rosita
- Dusan Gassic - Gonzalito
- Ángel Lattus - Benítez
- Cristóbal Briceño - Carrasco
- René Dualde - Molina

## Premios
- Mención especial del jurado en la XIII Edición de Cine en Construcción del Festival de Toulouse (2008).